# Жибак Іван Михайлович
Іван Михайлович Жибак (19 травня 1926, с. Струпків — 6 березня 2010, Буенос-Айрес) — український культурно-освітній і громадський діяч, журналіст.

## Життєпис
Народився 19 травня 1926 року в селі Струпків (нині Коломийський район Івано-Франківської області). Навчався у Станіславівській гімназії.
Під час війни був заарештований гестапо і звинувачений у антигітлерівській агітації.
У 1944 році вступив до лав Української національної армії. У підпіллі очолив одну з молодіжних груп ОУН.
У 1945 інтернований до Італії.
У кінці 1940-х переїхав до Великої Британії. Працював там перекладачем, очолював відділ Союзу українців.
У 1951 році емігрував до Аргентини.
У 1960-х рр. — на керівних посадах аргентинського відділення товариства «Просвіта».
У 1991 році відвідав незалежну Україну.
З 2007 і до самої смерті — редактор газети «Українське слово».